# بود برانکووسکیه
بود برانکووسکیه (به لهستانی:  Budy Brankowskie) یک روستا در لهستان است که در گمینا بیاووبژگی (استان ماسوویان) واقع شده‌است.